# Noma Hiroshi

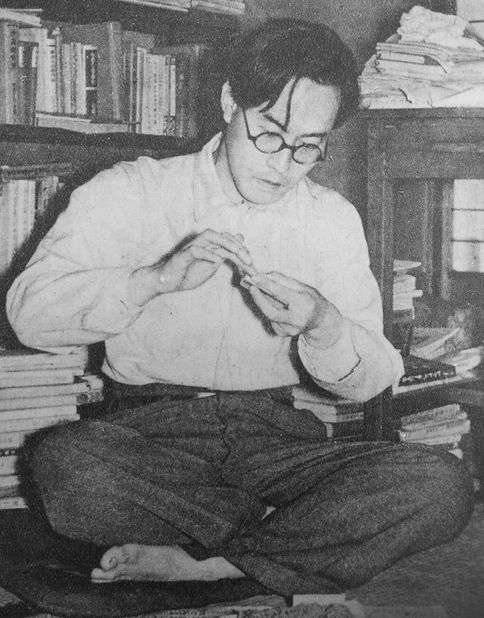
Noma Hiroshi, 1948

Noma Hiroshi (japanisch 野間 宏; * 23. Februar 1915 in Kōbe; † 2. Januar 1991 in Tokio) war ein japanischer Schriftsteller.
Noma Hiroshi, Sohn eines buddhistischen Priesters, begeisterte sich für die französische symbolistische Dichtung, las die Werke von James Joyce, André Gide und Marcel Proust und war Schüler des Dichters Takeuchi Katsutarō, bevor er ab April 1935 an der Universität Kyōto ein Französisch-Studium begann. Nach dem Studium, das er 1938 beendete, arbeitete er am Ōsaka City Welfare Department und kümmerte sich um die Burakumin, also die Unterpriviliierten Japans. Er interessierte sich frühzeitig für die marxistische Ideologie.
1941 wurde er zum Kriegsdienst eingezogen und nahm an Kämpfen in China und auf den Philippinen teil. Nachdem er wegen einer Malariainfektion aus der Armee entlassen worden war, trat er 1944 der Kommunistischen Partei bei, aus der er allerdings später wieder ausgeschlossen wurde.
1946 debütierte er mit dem Roman „Kurai e“ (暗い絵) – „Schwarzes Bild“. Sein bedeutendstes Werk war der Antikriegsroman „Shinkū chitai“ (真空地帯, 1952) – „Leere Gegend“, für den er mit dem Mainichi-Kulturpreis ausgezeichnet wurde. Für den Roman „Seinen no wa“ (青年の環) – „Kreis der Jugendlichen“ erhielt er 1971 den Tanizaki-Jun’ichirō-Preis. Das ist der Titel einer fünfbändigen Serie von Büchern, die Noma 1947 begann und die insgesamt 8000 Seiten umfasst. In diesem Buch verarbeitet Noma seine Erfahrungen mit den Burakumin und deren Befreiung. Für sein Gesamtwerk erhielt er 1989 den Asahi-Preis.